# 2299 Hanko
2299 Hanko è un asteroide della fascia principale. Scoperto nel 1941, presenta un'orbita caratterizzata da un semiasse maggiore pari a 2,5881478 UA e da un'eccentricità di 0,2941198, inclinata di 5,24841° rispetto all'eclittica.